# Koprinka (miejscowość)
Koprinka (bułg. Копринка) – wieś w południowo-środkowej Bułgarii, w obwodzie Stara Zagora, w gminie Kazanłyk. Według danych Narodowego Instytutu Statystycznego, 31 grudnia 2011 roku wieś liczyła 2681 mieszkańców. Położona nad Koprinką.